# Comtat d'Homberg
El comtat d'Homberg fou una jurisdicció feudal de la moderna Suïssa.
Els comtes s'haurien establert a finals del segle X o començaments del XI, com altres, però hi ha molt poques fonts; vers 1100 Rudolf IV i el seu germà Werner I es van repartir els dominis i es van formar les branques d'Homberg (Neu-Homberg) i Thierstein (Homberg-Thierstein). La primera es va extingir a la segona meitat del segle XIII. La darrera comtessa es va casar amb Herman IV de Froburg de la branca dels comtes de Froburg-Zofingue i li va aportar el seu comtat situat al Sisgau que posseïa en feu del bisbe de Basilea però que des de feia decennis es traspassava com un franc alou dins la casa d'Homberg, així com altres autèntics francs alous; la mare d'Herman IV era de la casa d'Habsburg. El castell d'Homberg fou rebatejat Neu-Homberg i la branca va agafar el nom de Froburg-Homberg adoptant les seves armes (d'or dues àligues negres planejant una damunt l'altra); els senyors vassalls d'Homburg van passar a ser-ho dels Froburg-Homberg.
Lluís II, fill de Herman IV es va casar amb Elisabet, hereva dels comtes de Rapperswil i es va traslladar al castell de Rapperswil, a la vora del llac de Zurich deixant Neu-Homberg a un batlle. No obstant els Rapperswil-Homberg van haver de vendre parts dels seus dominis per mantenir el rang. Rodolf IV d'Habsburg-Laufenburg aspirava a arrabassar aquestos dominis i a la mort de Lluís, Elisabet va continuar amenaçada però va poder conservar el Raperswil pels seus fills tot i haver hagut de vendre una part a Basilea-ciutat que el 1295 va comprar el territori del Birse amb dret a construir un pont entre el Rin i Münchenstein; la ciutat i el bisbe van adquirir també el camí d'Hauenstein; el 1302, el peatge de Liestal va passar en feu a un burgès de la ciutat de Basilea i els Habsburg es van acostar encara més a un pas de muntanya al que aspiraven. Elisabet es va casar en segones noces amb el comte Frederic de Toggenburg i el 1305 van vendre al bisbe de Basilea (amb diners dels burgesos de la ciutat) el castell de Neu-Homberg, Liestal i totes les altres possessions excepte algunes mines i el peatge de Fricktal.
Un fill de Lluís i Elisabet, Werner d'Homberg (que seria un segon Werner, homònim d'un fill amb aquest nom mort vers 1289) va intentar aturar la decadència i es va posar al costat d'Enric VII (Enric de Luxemburg) successor d'Albert d'Habsburg (assassinat el 1308), del que va rebre la batllia imperial de Waldstättenal i al que va acompanyar a Itàlia i va prendre part a les lluites entre gibel·lins i güelfs morint el 1320 a Itàlia. El seu fill va morir tres anys després i fou el darrer representant del comtes de Neu-Homberg. Llavors el bisbe de Basilea va adjudicar el landgraviat de Sisgau com a feu independent i el va concedir als comtes de Thierstein; aquestos van tenir els drets dels peatges i el bisbe va conservar el dret de l'alta i baixa justícia.